# DyNAbyte
DyNAbyte es una banda italiana de Metal industrial formada en 1998 por sus tres miembros originales Giallo (voz) LJ Dusk (guitarra) y John (bajo) (actual bajista de la banda Cadaveria) quienes quisieron darle a la música otra apariencia con ayuda de la tecnología. El objetivo de esta unión era crear una mezcla perfecta entre computadora, el hombre y música con el estilo del tecno pero reforzada con fuertes riffs de guitarra y letras melódicas-claustrofobicas.

## Biografía
La banda en sus inicios tocaban algunas versiones de Rammstein, Marilyn Manson y otros grupos, pero pronto DyNAbyte creó su propia música en 1999 cuando fue lanzado su primer demo. Las canciones fueron claramente inspiradas por el álbum Remanufacture de la conocida banda Fear Factory.
En el 2000 las nuevas canciones estaban listas y el verdadero sonido se notaba en canciones como "No Mercy" o "I'll rise". La banda creó también una canción titulada "DyNAbyte" que era un tributo a ellos mismos y a la banda que más los influenciaba, Fear Factory.
La banda toco algunos de sus conciertos en el área de Genoa en Italia y la respuesta del público fue muy buena. La canción "DyNAbyte" se convirtió pronto en un himno y todo el mundo la cantaba. Los conciertos se caracterizaban por el alto volumen, luces rojas y efectos estroboscópicos.
En noviembre del 2001 Giallo deja DyNAbyte para seguir sus propios caminos en su carrera artística con la banda Pornoshock. A finales de noviembre se identificó una nueva cantante en Cadaveria, probablemente la voz femenina del género metal más famosa entre la gran subcultura gótica o underground, quien es gran amiga de John y LJ Dusk y quien esta particularmente interesada en experimentar nuevas formas de hacer música. Pronto empezaron a grabar un demo de cuatro canciones para así empezar a buscar una compañía discográfica q los inscribiera. La reacción fue muy buena y muchos fanes disfrutaron del estilo de la gran Cadaveria.
En el 2003 DyNAbyte firmó un acuerdo con la compañía CD-Maximum (Rusia) y empezaron a trabajar en su álbum debut, el cual estaba siendo grabado por John y LJ Dusk en el estudio de DyNAbyte y en el de Capt. Woofer (en Italia). Las sesiones terminaron en noviembre del 2003 y los dos músicos trabajaron en la producción hasta marzo del 2004. La fecha de lanzamiento de su primer álbum, llamado "extreme meNtAl pierciNg", fue abril del 2004. A principios del 2005 lanzaron su primer videoclip, "I'm my enemy".
Después de un descanso, en el 2008 LJ Dusk compone nuevas canciones y en agosto, después de un periodo de preproducción, las sesiones para grabar el nuevo álbum toman lugaren el estudio de DyNAbyte.

## Nombre
El nombre de DyNAbyte es la suma de las palabras dynamite (dinamita) el cual indica algo poderoso, DNA (ADN) lo cual indica humano y byte, lo cual hace referencia a una computadora

## Discografía

### Álbumes
- extreme meNtAl pierciNg - (2004)
- 2KX - (2010)

## Videografía
- I'm my enemy - (2005)
- Wave - (2010)

## Miembros

### Miembros actuales
- Cadaveria - Voz (Cadaveria, ex-Opera IX)
- LJ Dusk - Guitarra
- John - Bajo (Cadaveria, Necrodeath, Raza de Odio

### Miembros anteriores
- Giallo - Voz (1998-2001)